# Werner Rogosinski
Werner Rogosinski (alemany: Werner Wolfgang Rogosinski)  (Breslau, 24 de setembre de 1894 - Aarhus, 23 de juliol de 1964), conegut com a Rogo pels seus amics i col·legues, va ser un matemàtic jueu alemany, emigrat a Gran Bretanya.

## Vida i Obra
Fill d'un conseller municipal de Breslau de família jueva, Rogosinski va començar els estudis universitaris a la seva vila natal, però els va haver d'interrompre per l'esclat de la Primera Guerra Mundial, període durant el que va ser caporal de la sanitat militar. En tornar de la guerra, va obtenir el doctorat el 1922 a la universitat de Göttingen sota la direcció d'Edmund Landau.
El 1923 va ser nomenat professor de la universitat de Königsberg en la qual va romandre fins que en va ser expulsat pel règim nazi el 1936 per motius racials. Afortunadament, Hardy i Littlewood estaven interessats en els seus treballs i van aconseguir, amb moltes dificultats, portar-lo a Cambridge, on va arribar el 1937. Els anys següents van ser forá difícils per Rogosinski i la seva família per les pobres condicions econòmiques fins que el 1941 va ser contractat per la universitat d'Aberdeen. El 1945 es va traslladar a la universitat de Newcastle, en la qual va romandre fins a la seva jubilació el 1959.
Després de jubilar-se encara va ser contractat per l'Institut de Matemàtiques de la universitat d'Aarhus (Dinamarca), ciutat en què va morir el 1961 després d'una llarga malaltia hepàtica.
Rogosinski va publicar tres llibres (un d'ells escrit conjuntament amb Hardy) i una cinquantena d'articles científics. Els seus interessos es van centrar en l'estudi de les funcions d'una variable complexa i funcions sub-harmòniques, de les sèries de Fourier i la sumabilitat de les sèries en general i dels problemes extrems dels polinomis i de les funcions analítiques. En aquest darrer camp, és conegut pel lema de Rogosinski.